# Le Chinois qui verdissait
Le Chinois qui verdissait (titre original : The Mystery of the Green Ghost) est un roman de Robert Arthur, Jr. paru en 1965 aux États-Unis, faisant partie de la série policière pour adolescents Les Trois Jeunes Détectives.
Traduit par Tatiana Bellini, avec des illustrations de Jacques Poirier, le roman est paru une première fois en France en 1968, puis en 1998 dans le cadre d'une réédition.
La rédaction du roman fut attribuée à Alfred Hitchcock pour des motifs publicitaires et de marketing dans les éditions de 1965 à 1984.

## Résumé
Au cours d'une promenade, Peter Crentch et Bob Andy, avec une demi-douzaine d'autres témoins, ont entendu des hurlements lugubres près d'une maison abandonnée, avant de voir un fantôme vert aller ici et là. La légende dit qu'il s'agit du fantôme de Mathias Vert qui refuse qu'on vende sa maison pour qu'on la démolisse. La police est appelée : que peut-elle faire ? D'autres personnes aperçoivent le fantôme à quelques centaines de mètres de là. 
Ayant rapporté les faits à Hannibal Jones, celui-ci décide de se rendre sur la lieux avec ses amis, non sans avoir écouté au préalable un enregistrement audio qu'ils ont fait avec un magnétophone. Sur les lieux, avec leur ami l'inspecteur Reynolds, les « Trois jeunes détectives » ne voient aucune trace de pas à l'endroit où a disparu le fantôme. Les jeunes gens font la connaissance d'Harold Carlson, avocat et cousin éloigné de Lydia Vert, actuelle propriétaire de la maison. Le groupe visite la maison et découvre une pièce cachée, dans laquelle se trouve un cercueil contenant un squelette. Une inscription donne à penser qu'il s'agit de la veuve de Mathias Vert, momifiée et laissée là pendant plusieurs décennies. Harold Carlson explique aux enquêteurs que Mathias Vert avait épousé une chinoise et qu'elle a été placée là à une date indéterminée. Un collier de pierres grises se trouve au cou de la femme morte. Carlson récupère le collier pour le remettre peu après à Lydia Vert...

## Remarque
Le titre en anglais signifie « Le Mystère du Fantôme vert ».